# Emma Stone
Emily Jean Stone (Scottsdale, Arizona, 6 de noviembre de 1988), más conocida como Emma Stone, es una actriz, actriz de voz y productora de cine y televisión estadounidense. Ha recibido numerosos premios, entre ellos dos Óscar, dos BAFTA, tres SAG y dos Globos de Oro a mejor actriz. Adicionalmente ha ganado la Copa Volpi. Además, en el año 2012, entró a la lista de las actrices más prometedoras de Hollywood. Stone fue la actriz mejor pagada del mundo en 2017 y fue nombrada por la revista Time como una de las cien personas más influyentes del mundo.
Comenzó su carrera apareciendo en obras teatrales en el Valley Youth Theatre de Phoenix como Las aventuras de Alicia en el país de las maravillas y Joseph and the Amazing Technicolor Dreamcoat. Cuando era adolescente, se mudó a Los Ángeles con su madre e hizo su debut televisivo en The New Partridge Family (2005). Sin embargo, solo se produjo un episodio piloto. Después de pequeños papeles en televisión, apareció en Superbad (2007), de Greg Mottola, junto con Michael Cera y Jonah Hill, una película de comedia para adolescentes que recibió una atención mediática positiva. Obtuvo reconocimiento por sus trabajos posteriores en producciones como The House Bunny (2008) y Zombieland (2009). El primer papel principal de Stone fue en Easy A (2010), ganando sus nominaciones para el premio BAFTA a estrella emergente y el Globo de Oro a la mejor actriz de comedia o musical. Este avance fue seguido con más éxito en la comedia romántica Crazy, Stupid, Love (2011) y el drama The Help (2011), en las cuales fue protagonista y que determinaron excelentes críticas para la actriz.
Stone ganó un mayor reconocimiento como Gwen Stacy en la película de superhéroes de 2012 The Amazing Spider-Man, junto con Andrew Garfield, película que se convirtió en la más taquillera de su carrera. En la siguiente entrega de la saga titulada The Amazing Spider-Man 2: Rise of Electro, en 2014, recibió buenas reseñas por parte de la crítica. Luego pasó a dar voz al personaje femenino principal Eep en Los Croods (2013) y su secuela de 2020. Su interpretación de una adicta a las drogas en recuperación en la comedia negra Birdman, al lado de Michael Keaton, fue reconocida como una de las mejores de su carrera, tanto es así que obtuvo su primera nominación a los Óscar, como actriz de reparto. Por su actuación como aspirante a actriz en el musical romántico La La Land, del director Damien Chazelle, Stone ganó un Óscar, un Globo de Oro, un SAG y un BAFTA, todos en la categoría de mejor actriz.
Interpretó a Billie Jean King en la película deportiva biográfica Battle of the Sexes (2017) y a Abigail Masham en la comedia dramática histórica The Favourite (2018), recibiendo nominaciones adicionales al Oscar y al BAFTA por este último. Desde entonces ha protagonizado la miniserie de comedia negra de Netflix Maniac (2018), la secuela de la comedia Zombieland: Double Tap (2019) y la comedia criminal Cruella (2021). Volvió a conseguir el Globo de Oro a la mejor actriz de comedia o musical, y el Óscar a la mejor actriz por su interpretación en la película de comedia negra Pobres criaturas (2024), de Yorgos Lanthimos.
Además de su vocación como actriz, también ha incursionado en la escena musical, al protagonizar la obra teatral Cabaret como Sally Bowles. Asimismo, ha aparecido en las bandas sonoras de algunas películas en donde ha aparecido, como la de La La Land, donde interpretó seis temas.

## Primeros años y educación
Emily Jean Stone nació el 6 de noviembre de 1988 en Scottsdale, Arizona. Es hija de una ama de casa, Krista Jean Stone —apellido de soltera: Yeager—, y de Jeffrey Charles Stone, fundador y director ejecutivo de una empresa de contratación general. Entre los 12 y 15 años, Stone vivió en el resort Camelback Inn. Stone tiene un hermano menor, Spencer. Su abuelo paterno, Conrad Ostberg Sten, era de una familia sueca que anglicizó su apellido a «Stone» cuando inmigraron a los Estados Unidos a través de la Isla Ellis. También tiene ascendencia alemana, inglesa, escocesa e irlandesa.

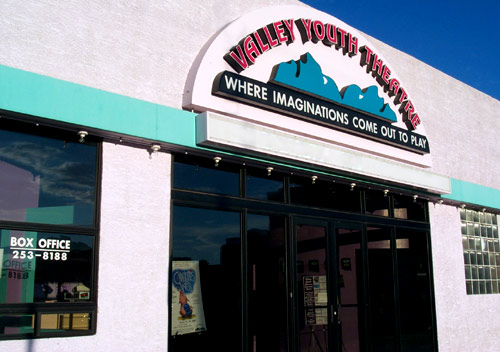
Stone apareció en 16 obras de teatro en el Valley Youth Theatre.

De niña, Stone tenía cólico del lactante y lloraba con frecuencia, por lo que desarrolló nódulos y callos en sus cuerdas vocales, cuando era pequeña. Stone asistió al Sequoya Elementary School y luego al Cocopah Middle School para cursar sexto grado. A pesar de no gustarle mucho los estudios, ha declarado que su naturaleza de control significaba que «me aseguré de tener todas las As». Stone sufrió ataques de pánico en su niñez, lo que le causó dificultad para relacionarse socialmente. Aunque fue sometida a terapia, afirma que participar en obras de teatro locales fue lo que realmente la ayudó a curar sus ataques. Ella recuerda:

«La primera vez que tuve un ataque de pánico estaba sentada en la casa de un amigo, y pensé que la casa se incendiaba. Llamé a mi madre y ella me trajo a casa, y durante los próximos tres años simplemente no se detendría. Me gustaría ir a la enfermera en el almuerzo la mayoría de los días y solo torcer mis manos. Le pedía a mi mamá que me dijera exactamente cómo iba a ser el día, luego pregunté de nuevo 30 segundos después. Solo necesitaba saber que nadie iba a morir y que nada iba a cambiar».

Stone se atrajo por la actuación desde los cuatro años; inicialmente se interesó por el sketch, pero cambió su foco hacia el teatro musical, y tomó lecciones vocales varios años. Su debut como actriz, a la edad de 11 años, llegó en la producción teatral The Wind in the Willows, interpretando el personaje de Otter. Stone fue educada en casa por dos años, tiempo en el cual apareció en dieciséis producciones en el Valley Youth Theatre de Phoenix —incluyendo: Winnie the Pooh, La princesa y el guisante, Joseph and the Amazing Technicolor Dreamcoat, Titanic y Las aventuras de Alicia en el país de las maravillas— y actuó con la compañía de comedia de improvisación del teatro. Alrededor de ese tiempo, viajó a Los Ángeles y audicionó sin éxito para un papel en la serie de televisión de Nickelodeon All That. Sus padres más tarde la enviaron a clases privadas de actuación con un entrenador de actuación local, que había trabajado en la Agencia William Morris en la década de 1970.
Stone asistió al Xavier College Preparatory —un colegio católico solo para niñas— como estudiante de primer año, aunque se retiró después de un semestre para convertirse en actriz. Stone preparó una presentación en PowerPoint para sus padres titulada «Project Hollywood» —con la canción «Hollywood» (2003) de Madonna como fondo— para convencerlos de que la dejaran trasladarse a California para seguir su carrera de actriz. En enero de 2004, se mudó con su madre a un apartamento en Los Ángeles. Ella recuerda: «Fui a cada uno de los espectáculos en Disney Channel e hice una audición para interpretar a la hija en cada sitcom», agregando, «terminé sin obtener ninguno». Entre las audiciones para los papeles, se matriculó en las clases de secundaria en línea y trabajó a medio tiempo en una panadería para perros.

## Carrera actoral

### 2004–2008: primeros papeles
Cuando Stone se registró en el Screen Actors Guild, el nombre «Emily Stone» ya estaba registrado. Optó entonces por «Riley Stone» inicialmente, pero después de participar en la serie dramática de NBC Medium y la comedia de situación de FOX Malcolm in the Middle, decidió que se sentía más cómoda con «Emma». Stone debutó en televisión después de conseguir el papel de Laurie Partridge en In Search of the New Partridge Family (2004), un show de talentos de la cadena VH1, para encontrar los personajes de la nueva versión de la serie de los años 70. Dicha serie llevó por título The New Partridge Family (2005), sin embargo, solo se produjo un episodio piloto. Seguido de esto, hizo una participación especial en la serie de HBO de Louis C.K. Lucky Louie. Luego audicionó para protagonizar el papel Claire Bennet en el drama de ciencia ficción de Héroes (2007), pero no tuvo éxito. En abril de 2007, interpretó a Violet Trimble en el drama de acción de FOX Drive, pero después de siete episodios, la serie fue cancelada.
Stone hizo su debut cinematográfico en la comedia de Greg Mottola Superbad (2007), coprotagonizada por Michael Cera y Jonah Hill. La película cuenta la historia de dos estudiantes de secundaria que pasan por una serie de desventuras cómicas después de que planean comprar alcohol para una fiesta. Para interpretar el papel del interés romántico de Hill, se tiñó el pelo rojo. Un revisor de The Hollywood Reporter encontró su interpretación «atractiva», pero sintió que su papel estaba mal escrito. Stone describió la experiencia de actuar en su primera película como «increíble... [pero] muy diferente a otras experiencias que he tenido desde entonces». La película fue un éxito comercial, y le valió el Young Hollywood Award como «Nueva cara fascinante».
Al año siguiente, Stone protagonizó la comedia The Rocker (2008) interpretando a Amelia Stone, la bajista «cara seria» de una banda, para el papel, aprendió a tocar el bajo eléctrico. La actriz, que se describe como «risueña y sonriente», admitió que le resultaba difícil retratar a un personaje cuyos rasgos de personalidad eran tan diferentes a los suyos. Tanto la película, como su actuación recibieron críticas negativas por parte de los medios y, se convirtió además en un fracaso comercial. Su siguiente lanzamiento, la comedia romántica The House Bunny, tuvo un mejor desempeño en taquilla, convirtiéndose en un éxito comercial moderado. En la película interpreta a la presidenta de una hermandad de mujeres, para la banda sonora, realizó una versión del tema «I Know What Boys Like» (1982) de The Waitresses. Las reseñas de la película fueron generalmente negativas, aunque ella fue elogiada por su papel de apoyo, y Ken Fox de TV Guide, escribió de Stone que: «Es positivamente incandescente, iluminando una película que sería bastante oscura sin ella».

### 2009–2011: consolidación como actriz

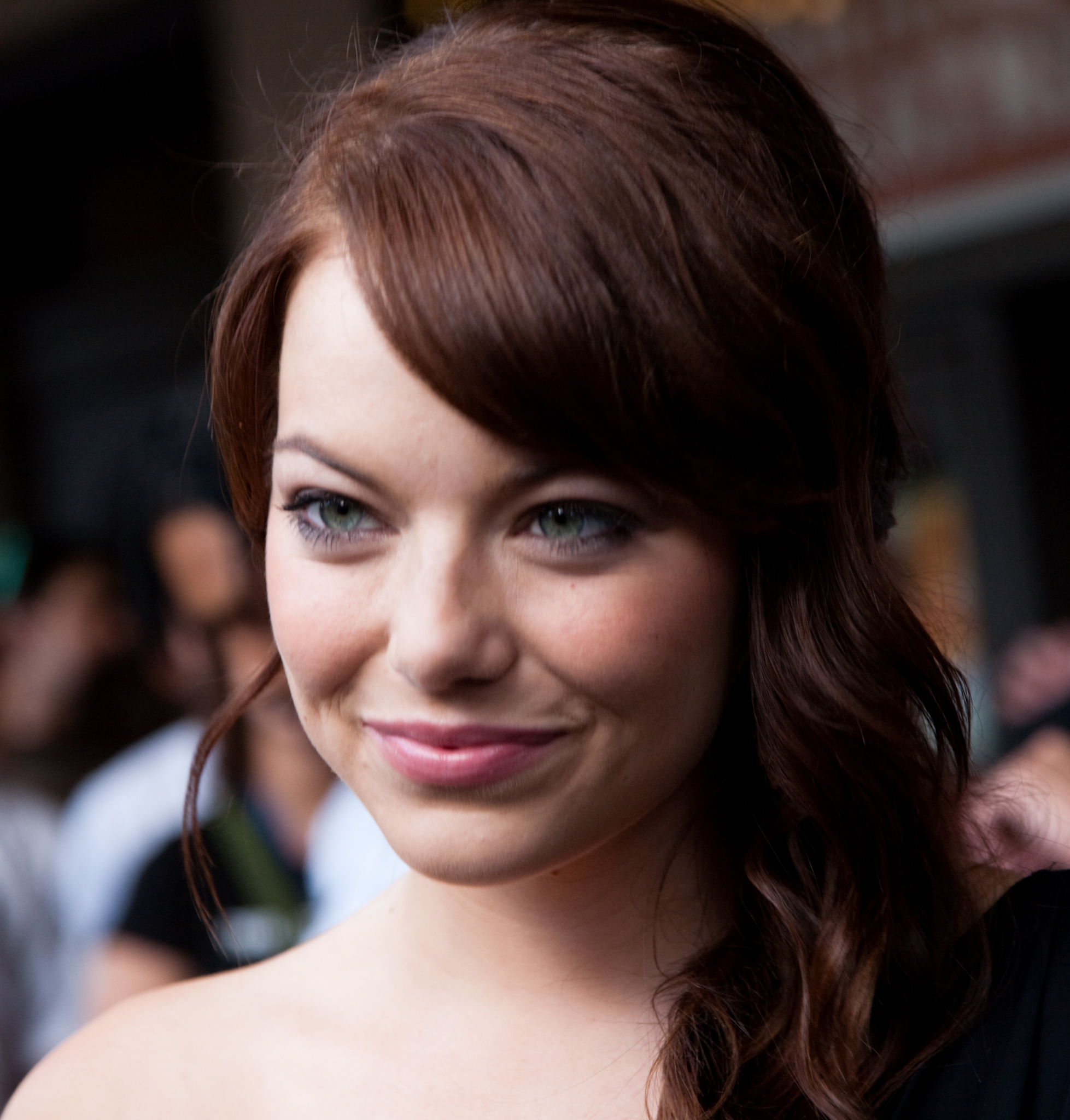
Stone en el estreno mundial de Zombieland en Fantastic Fest de 2009.

Stone apareció en tres películas estrenadas en 2009. La primera de ellas fue Ghosts of Girlfriends Past de Mark Waters, protagonizada por Matthew McConaughey, Jennifer Garner y Michael Douglas. Basada en la novela de Charles Dickens, A Christmas Carol (1843), su papel en la comedia romántica es el de una fantasma que persigue a su exnovio. La película recibió críticas negativas, sin embargo, fue un éxito comercial moderado. Su proyecto más lucrativo financieramente ese año fue la película de comedia de terror de Ruben Fleischer Zombieland, con US$ 102.3 millones, en la que participó junto a Jesse Eisenberg, Woody Harrelson y Abigail Breslin. En la película, interpretó a una estafadora y superviviente de un apocalipsis zombi, en un papel que Chris Hewitt de Empire encontró «algo subyacente». En una reseña más positiva, un crítico de The Daily Telegraph escribió: «La enormemente prometedora Stone... [es] una galleta dura que proyecta el aura de ser más sabia que sus años». El lanzamiento final de Stone en 2009 fue Paper Man de Kieran y Michelle Mulroney, un drama de comedia que decepcionó a los críticos.

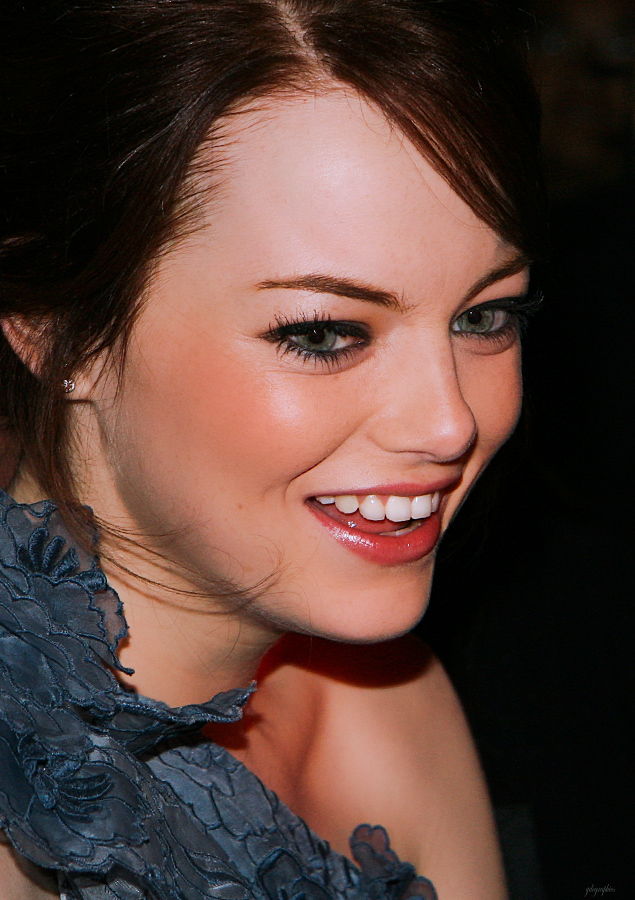
Stone durante el Festival Internacional de Cine de Toronto en 2010.

Stone proporcionó su voz para un pastor ovejero australiano en Marmaduke (2010), una comedia del director Tom Dey, basada en el cómic de Brad Anderson del mismo nombre. Su gran éxito llegó el mismo año con el papel protagonista en Easy A, una comedia adolescente dirigida por Will Gluck. Parcialmente basada en la novela histórica The Scarlet Letter (1850) de Nathaniel Hawthorne, la película cuenta la historia de Olive Penderghast (Stone), una estudiante de secundaria que se ve envuelta en un escándalo sexual cómico después comenzara a circular un falso rumor de que era sexualmente promiscua. Stone leyó el guion antes de que el proyecto comenzara su producción, y lo siguió con su mánager mientras se finalizaban los detalles de la producción. Encontró el guion «tan diferente y único de todo lo que había leído antes», diciendo que era «divertido y dulce». Cuando Stone se enteró de que el filme comenzó su producción, se reunió con Gluck, expresando su entusiasmo por el proyecto. Unos meses más tarde, el proceso de audición comenzó y la actriz se volvió a encontrar con Gluck, convirtiéndose en una de las primeras actrices en realizar casting. La película recibió opiniones positivas y el desempeño de Stone fue considerado su principal activo. Anna Smith, de Time Out, comentó: «Stone da una actuación estupenda, su ardiente conocimiento que implica el intelecto y la indiferencia con calidez subyacente». Con una taquilla total de 75 millones de dólares, la película fue un éxito comercial. Gracias a este personaje recibió una nominación como Estrella emergente en los Premios BAFTA, así como una nominación al Globo de Oro como mejor actriz en una comedia o musical, y ganó un MTV Movie Award como mejor actuación en comedia.

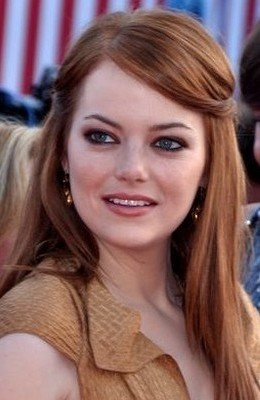
Stone en el Festival de cine estadounidense de Deauville de 2011.

En octubre de 2010, Stone fue anfitriona de un episodio del late show de comedia de NBC, Saturday Night Live; sus apariciones incluyeron un sketch en donde enfrentaba su parecido con Lindsay Lohan. Stone la describió como «la mejor semana de mi vida». En 2011 y 2014 volvió a aparecer como anfitriona, y participó en el especial del cuadragésimo aniversario del programa en 2015. Una breve aparición en la comedia Friends with Benefits (2011) la reunió nuevamente con Gluck. Seguido a eso, obtuvo un papel secundario en la película de Glenn Ficarra y John Requa Crazy, Stupid, Love (2011) junto a Steve Carell y Ryan Gosling. En el filme interpreta a una egresada de una escuela de leyes e interés amoroso del personaje de Gosling. A pesar de encontrar «algunos colapsos inevitables en la convención» en la película, Drew McWeeny de HitFix escribió que Stone «une la película entera». En los Teen Choice Awards 2012, ganó el premio a mejor actriz de comedia, por su papel en la cinta. Crazy, Stupid, Love fue un éxito de taquilla, recaudando 142.9 millones de dólares en todo el mundo con un presupuesto de producción de $ 50 millones.
Desilusionada por ser el «sarcástico interés de un tipo», Stone coprotagonizó junto a Viola Davis en el drama de Tate Taylor The Help (2011), una película que encontró desafiante. La película se basa en la novela de 2009 del mismo nombre de Kathryn Stockett, ambientada en Jackson, Mississippi de los años sesenta. Stone se reunió con Taylor para expresarle su deseo de trabajar en la película. Taylor dijo: «Emma era completamente incómoda y tonta, con su voz áspera, y ella se sentó y nos embriagamos un poco y nos lo pasamos de maravilla, y pensé: 'Dios, Dios, ésta es Skeeter». Allí interpretó a Eugenia «Skeeter» Phelan, una escritora que estudiaba sobre la vida de las empleadas afroamericanas. Para el papel, práctico un acento sureño; además se educó en el Movimiento por los derechos civiles en Estados Unidos a través de la literatura y el cine. Con un total mundial de $ 216 millones contra un presupuesto de $ 25 millones, The Help se convirtió en la película comercialmente más exitosa de Stone hasta ese momento. La película, y su actuación, recibieron críticas positivas por parte de la crítica. Escribiendo para Empire, Anna Smith pensó que Stone estaba «bien intencionada y enormemente simpática «a pesar de encontrar fallas en el personaje. La película ganó el premio a mejor reparto en el Círculo Femenino de Críticos de Cine de Estados Unidos y en el Broadcast Film Critics Association, Además obtuvo una nominación al Óscar a la mejor película.

### 2012–2015: aclamación crítica y comercial

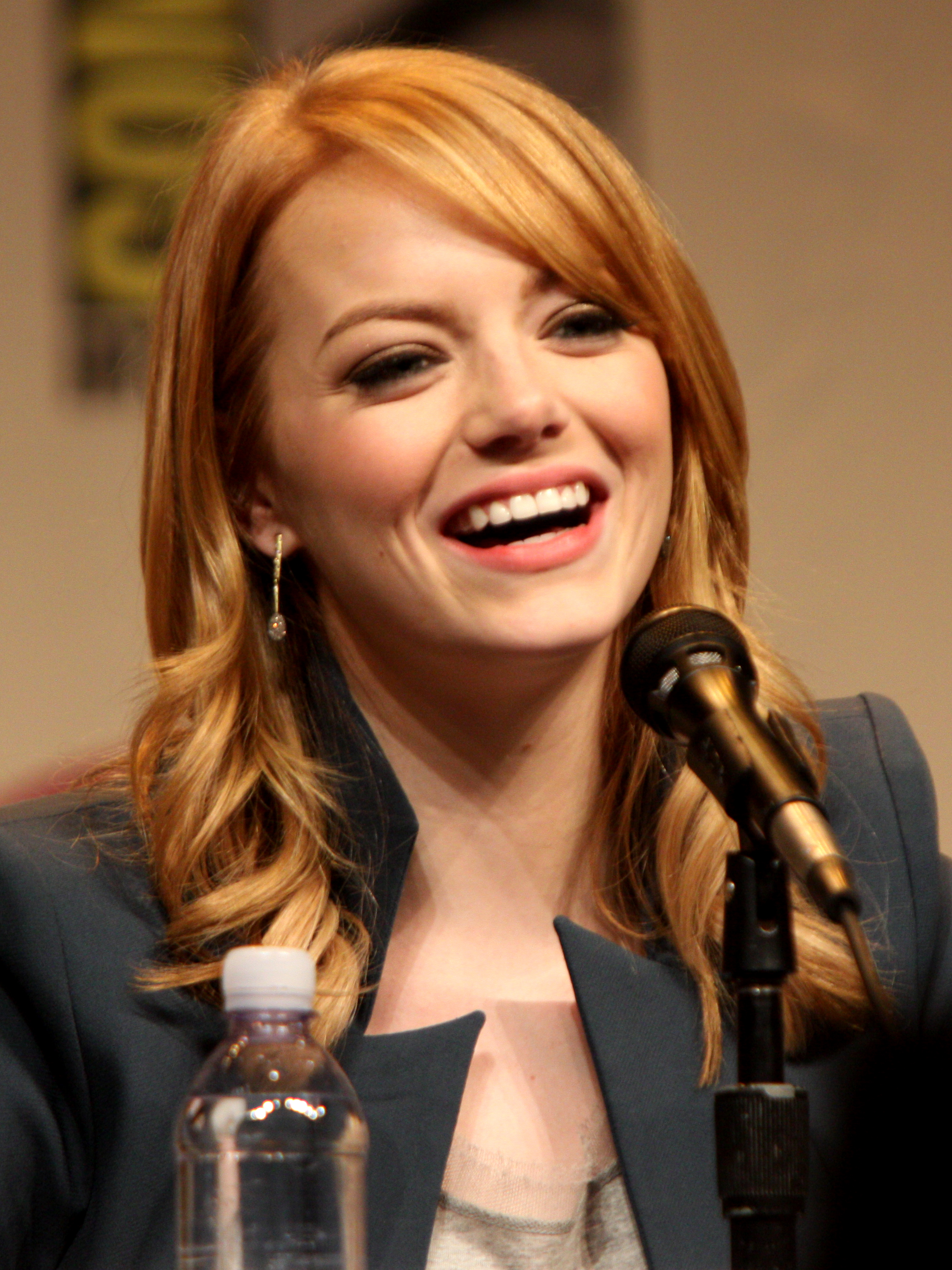
Stone en la WonderCon de 2012.

Stone declinó un papel en la película de comedia de acción 21 Jump Street después de firmar para la película de Marc Webb The Amazing Spider-Man (2012), un nuevo filme reinicio de la trilogía de Spider-Man de Sam Raimi. Allí interpretó a Gwen Stacy, interés amoroso del protagonista —Peter Parker o Spider-Man, interpretado por Andrew Garfield—. El papel requirió que pintara su pelo de rubio, después de haberlo teñido de rojo anteriormente. En una entrevista a The Vancouver Sun señaló que se sentía responsable de educarse acerca de Spider-Man y admitió que no había leído los cómics: «Mi experiencia fue con las películas de Sam Raimi [...] Siempre asumí que Mary Jane fue su primer amor», agregando que ella solo estaba familiarizada con el personaje de Stacy por la representación de Bryce Dallas Howard en Spider-Man 3. The Amazing Spider-Man fue un éxito comercial, convirtiéndose en la séptima película de mayor recaudación de 2012 con ingresos globales de $ 757,9 millones.Lisa Schwarzbaum de Entertainment Weekly encontró a Stone «irresistible», mientras que Ian Freer de la revista Empire quedó particularmente impresionado con las actuaciones de Stone y Garfield. En la ceremonia anual de los People's Choice Awards, estuvo nominada a tres premios, incluyendo actriz favorita en una película. Más tarde ese año, Stone prestó su voz para el videojuego basado en crimen, Sleeping Dogs, por el cual fue nominada a un Spike Video Game Award por mejor actuación de un personaje femenino.
En 2013, Stone prestó su voz para la película animada de DreamWorks The Croods, la cual estuvo nominada a un Óscar a la mejor película de animación. Seguido a esto, participó en la cinta antológica Movie 43, la cual consta de catorce segmentos, con una historia diferente, cada uno con diferente director. La actriz interpretó a Veronica, personaje que le da el título al segmento. La actriz colaboró con Ryan Gosling y Sean Penn en el thriller policial Gangster Squad (2013), ambientada en Los Ángeles durante la década de 1940. A. O. Scott, del diario New York Times, descartó la película como «un revoltijo agitado de sombreros de fedor y zoot suit», pero elogió su vinculación con Gosling. Stone además expresó su deseo de trabajar con Gosling en más proyectos.
En 2014, Stone repitió el papel de Gwen Stacy en The Amazing Spider-Man 2: Rise of Electro. En una entrevista con Total Film, la actriz explicó que su personaje no dependía del protagonista de la película. «Ella lo salva más de lo que él la salva. Ella es increíblemente útil para Spider-Man... Él es el músculo, ella es el cerebro». Su actuación fue bien recibida por la crítica; Kim Newman de Empire la alabó por destacar en la película: «Stone es el Heath Ledger de esta serie, haciendo algo inesperado con un personaje de apoyo fácilmente despedido». Su papel en la cinta le valió un Kids' Choice Award en 2015, como actriz de película favorita. Más tarde ese año, Stone participó en la comedia romántica de Woody Allen, Magic in the Moonlight, un éxito comercial modesto. A. O. Scott criticó su papel, y la pareja con Colin Firth, describiéndolos como «la clase de absurdo pedante que se significa para significar el intelecto superior».

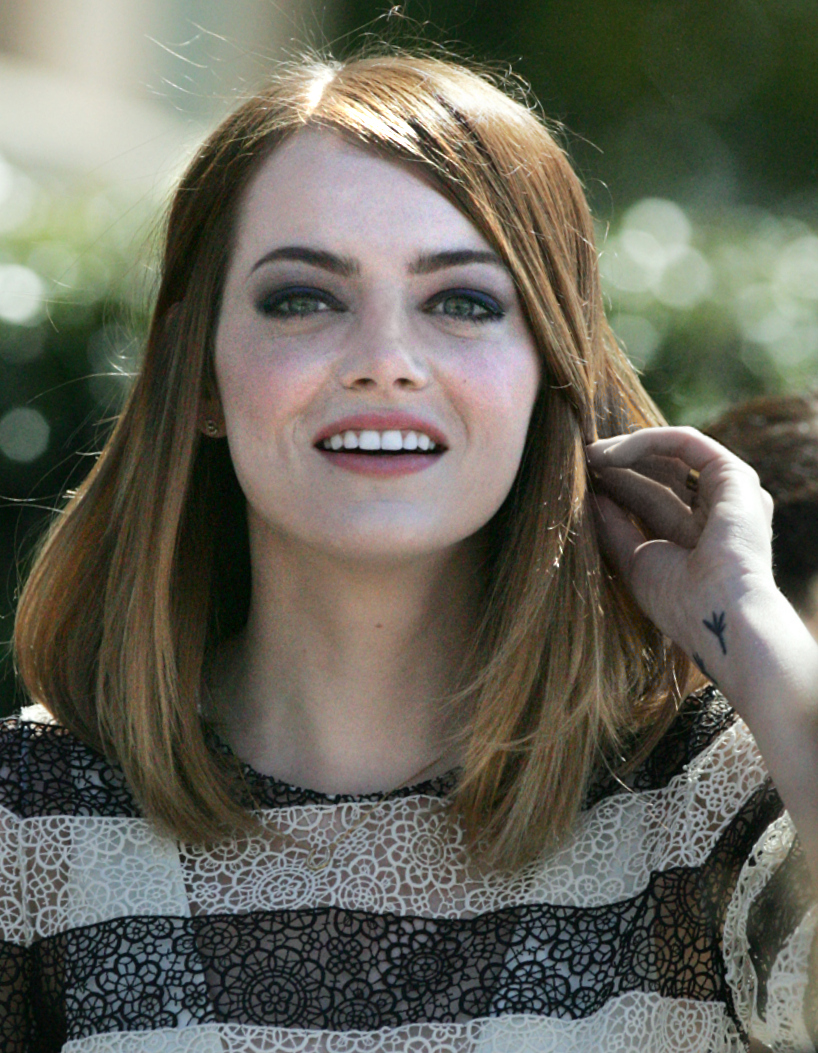
Stone en Sídney, en el estreno de The Amazing Spider-Man 2: Rise of Electro en 2014.

La película de humor negro y drama Birdman, del director Alejandro González Iñárritu, fue el lanzamiento final de Stone en 2014. Coprotagonizada por Michael Keaton y Edward Norton, en la película representa el papel de Sam Thomson, una adicta en recuperación, hija del actor Riggan Thomson (Keaton), que se convierte en su asistente. Iñárritu creó el personaje basado en su experiencia con su hija. Birdman recibió la aclamación de la crítica, convirtiéndose en la máxima ganadora de la 87.ª edición de los premios Óscar, al ganar cuatro de las nueve candidaturas a las que aspiraba, entre ellas mejor película. The Movie Network consideró que esta era una de las mejores actuaciones de Stone hasta la fecha y Robbie Collin de The Daily Telegraph quedó impresionado con un monólogo que ella entrega, el cual pensaba que era «como una aguja de tejer en el intestino». Por dicho papel, recibió una nominación a los Premios Óscar, BAFTA y Globo de Oro, a mejor actriz de reparto.
De noviembre de 2014 a febrero de 2015, Stone protagonizó una nueva era del musical de Broadway Cabaret como Sally Bowles, asumiendo el papel que dejó Michelle Williams. Considerando que es «la cosa más nerviosa que nunca he hecho», Stone dijo a la revista Entertainment Weekly que escuchó una emisora de radio francesa para prepararse mentalmente para el papel. Marilyn Stasio, de Variety, criticó su interpretación y la encontró «un poco estrecha como una plataforma emocional, pero una elección inteligente por sus habilidades de actuación, el ajuste perfecto para su aguda inteligencia y energía cinética». Los dos filmes de la actriz en 2015 —la comedia romántica Aloha y el drama de misterio Hombre irracional— tuvieron críticas negativas y poca acogida comercial, además sus papeles no fueron bien recibidos por la crítica. En Aloha de Cameron Crowe, asumió el papel de una piloto de la fuerza aérea asiático-americana junto a Bradley Cooper, y en Irrational Man dirigida por Woody Allen, retrató el interés amoroso del personaje de Joaquin Phoenix, un profesor de filosofía. La primera cinta generó controversia, por el blanqueo del elenco; Stone más tarde lamentó el proyecto, reconociendo al blanqueo como un problema generalizado en Hollywood. A pesar de las críticas, fue nominada como actriz de comedia en los Teen Choice Awards 2015.

### 2016–presente: actriz establecida

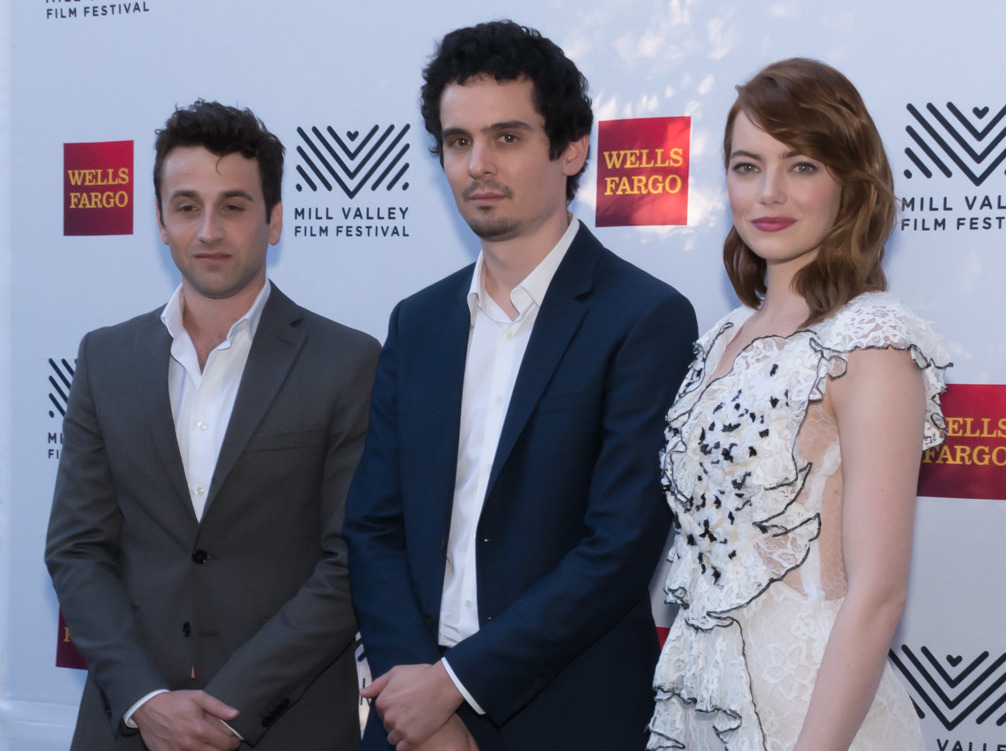
Stone con Justin Hurwitz y Damien Chazelle en el 39th Mill Valley Film Festival en 2016.

Durante su carrera en el renacimiento de Cabaret, Stone conoció al cineasta Damien Chazelle, quien, impresionado con su actuación, la eligió para su comedia dramática musical La La Land. El proyecto, que marcó su tercera colaboración con Gosling, protagonizó a Stone como Mia Dolan, una aspirante a actriz que vive en Los Ángeles. Stone tomó prestadas varias experiencias de la vida real para su personaje y, en preparación, vio Los paraguas de Cherburgo y películas de Fred Astaire y Ginger Rogers. Para la banda sonora de la película, grabó seis canciones.: «City of Stars», «Another Day of Sun», «Someone in the Crowd», «A Lovely Night», «Audition (The Fools Who Dream)» y «City of Stars (Humming)». La La Land fue la película de apertura en el Festival Internacional de Cine de Venecia de 2016, donde generó elogios de la crítica y le valió a Stone la Copa Volpi a la Mejor Actriz. Además de ser su película con mejores reseñas en el agregador de reseñas Rotten Tomatoes, emergió como un éxito comercial, con una recaudación mundial de más de 440 millones de dólares contra un presupuesto de producción de 30 millones de dólares. Peter Bradshaw de The Guardian escribió que «Stone nunca ha sido mejor: magníficamente inteligente, ingeniosa, vulnerable, sus enormes ojos de cierva irradian inteligencia incluso, o especialmente, cuando se llenan de lágrimas». Por su actuación, Stone ganó el Premio Óscar, Globo de Oro, SAG y BAFTA a la mejor actriz.
El único lanzamiento de Stone en 2017 fue la comedia dramática deportiva Battle of the Sexes, basada en el partido homónimo de 1973 entre las tenistas Billie Jean King (Stone) y Bobby Riggs (Steve Carell). En preparación, Stone se reunió con King, vio imágenes antiguas y entrevistas de ella, trabajó con un entrenador de dialecto para hablar con el acento de King y bebió batidos de proteínas con alto contenido calórico para ganar 15 libras (6,8 kg). La película se estrenó con críticas positivas en el Festival Internacional de Cine de Toronto de 2017, y algunos críticos consideraron que la actuación de Stone fue la mejor de su carrera. Benjamin Lee de The Guardian la elogió por jugar contra el tipo y por ser "fuerte" y "convincente" en el papel. Aun así, la película ganó menos de su presupuesto de $25 millones. Stone recibió su cuarta nominación al Globo de Oro y asistió a la ceremonia con King.

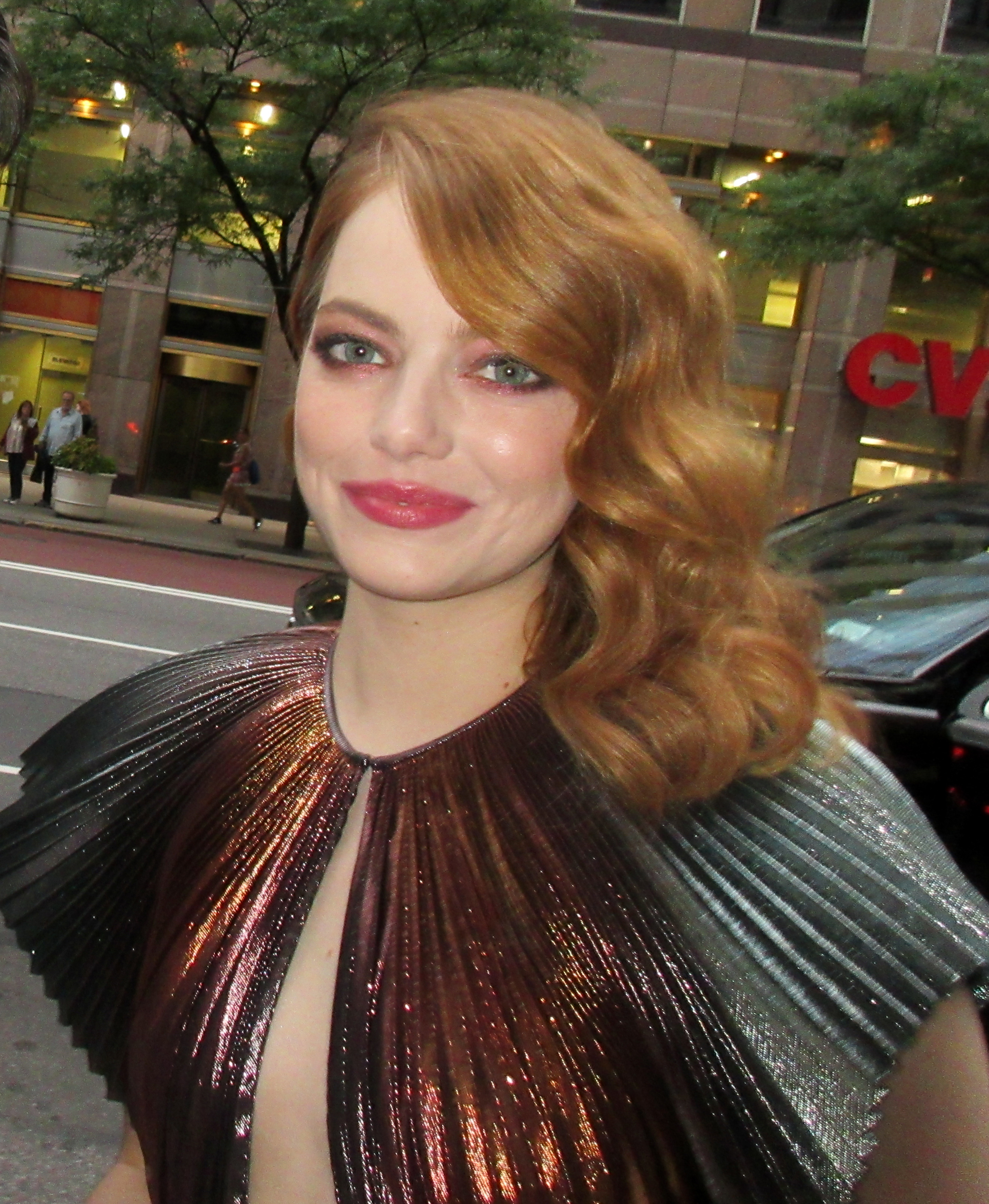
Stone el 18 de septiembre de 2018.

En 2018, Stone y Rachel Weisz interpretaron a Abigail Masham y Sarah Churchill, dos primas que luchan por el afecto de la reina Ana (Olivia Colman), en la comedia dramática histórica de Yorgos Lanthimos, The Favourite. Encontró un desafío ser una estadounidense entre un elenco totalmente británico, y luchó por dominar el acento de su personaje. La película se estrenó en el 75.º Festival Internacional de Cine de Venecia con elogios de la crítica. Michael Nordine de IndieWire elogió a Stone por asumir un papel tan audaz tras el éxito de La La Land, y calificó a las tres actrices principales como "un triunvirato majestuoso en una pieza de época que es tan trágica como hilarante". Por The Favourite, recibió su quinta nominación al Globo de Oro y la tercera nominación al Oscar. Luego fue productora ejecutiva y protagonista de la miniserie de comedia negra de Netflix, Maniac, dirigida por Cary Fukunaga. Presentaba a Stone y Jonah Hill como dos extraños, cuyas vidas se transforman debido a un misterioso ensayo farmacéutico. Admiradora del trabajo de Fukunaga, aceptó el proyecto sin leer el guion. Lucy Mangan de The Guardian elogió tanto a Stone como a Hill por jugar contra el tipo y ofrecer las mejores actuaciones de su carrera; Judy Berman de la revista Time quedó igualmente impresionada con su crecimiento como actores desde Superbad y notó la complejidad de sus actuaciones. Ese mismo año, Stone apareció junto a Paul McCartney en un video musical de su canción «Who Cares».
A lo largo de 2019 y 2020, Stone repitió su papel de Wichita en Zombieland: Double Tap (2019), la secuela de Zombieland de 2009, que recibió críticas mixtas y recaudó $122 millones en todo el mundo. También narró la serie documental de Netflix, The Mind, Explained y repitió el papel de voz de Eep en The Croods: A New Age, que sirvió como secuela de The Croods de 2013.
En 2021, Stone interpretó a Cruella de Vil (originalmente interpretado por Glenn Close en la adaptación de acción en vivo de 1996 y su secuela de 2000) en la comedia criminal Cruella, un spin-off/precuela/reboot de acción en vivo de Disney de la animación de 1961 101 dálmatas; dirigida por Craig Gillespie y protagonizada junto a Emma Thompson como la Baronesa, Stone también se desempeñó como productora ejecutiva de la película junto a Close. La película se estrenó el 28 de mayo de 2021 en los cines de EE. UU. y en Disney+ con Premier Access con críticas positivas y ha recaudado $233 millones en todo el mundo contra su presupuesto de $100 millones. Justin Chang, de Los Angeles Times, elogió la interpretación de Stone de la villana protagonista principal como "totalmente comprometida, glamorosa hasta los nueve" y lo describió como un grito muy lejano a la interpretación "chillona" de Close de la villana en la anterior 101 Dálmatas, mientras comenta sobre su papel de villana protagonista titular de tener "notas más complicadas para tocar" y establecía comparaciones favorables con su actuación anterior en The Favourite en la que afirmó que "Stone clavó todos los matices cuando otra joven humilde se volvió ambiciosa intrigante "mientras la felicitaba por hacer malabarismos con la personalidad de Jekyll y Hyde del personaje de Estella/Cruella, a pesar de los defectos del guion de la película. Por Cruella, Stone obtuvo su sexta nominación al Globo de Oro (y su cuarta nominación al Globo de Oro a la Mejor Actriz en una categoría de Musical o Comedia) en la 79.ª Entrega de los Globos de Oro.
En 2023, Stone volvió a colaborar con el director griego Yorgos Lanthimos en la película Poor Things (Pobres criaturas), basada en la novela homónima de Alasdair Gray. La cinta, en la que interpretó a Bella Baxter, fue aclamada por la crítica y le valió a Stone el Óscar a la mejor actriz en la 96.ª edición de los Premios de la Academia, consolidando su prestigio como intérprete versátil y arriesgada. 
En 2024 volvió a trabajar con Lanthimos en Kinds of Kindness, una comedia absurda compuesta por tres historias independientes, donde Stone interpretó distintos papeles en cada segmento. La cinta fue estrenada en el Festival de Cannes con buena acogida crítica y destacó especialmente por el compromiso del elenco con la propuesta del director. 
En mayo de 2024 se confirmó que volverá a colaborar con Lanthimos en Bugonia, una nueva adaptación de la película surcoreana Save the Green Planet! (2003). En este remake producido por Searchlight Pictures, compartirá protagonismo con Jesse Plemons, con quien también coincidió en Kinds of Kindness. 
En 2025, Emma Stone volvió a trabajar bajo la dirección de Ari Aster en la película Eddington, una sátira política ambientada en los primeros meses de la pandemia de COVID-19, en un pueblo ficticio de Nuevo México. En el filme interpreta a Louise Cross, esposa del sheriff local, Joe Cross, personaje encarnado por Joaquin Phoenix. El reparto incluye también a Pedro Pascal y Austin Butler. La cinta, que combina elementos de comedia negra, drama y western contemporáneo, fue presentada en el Festival de Cannes 2025 en competición por la Palma de Oro. La crítica valoró la complejidad de su tono y el retrato social que ofrecía del aislamiento, la paranoia y la desinformación durante la pandemia. 

## Vida personal

### Relaciones y matrimonio

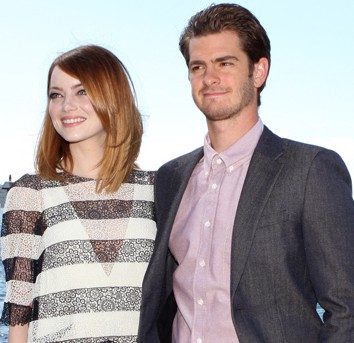
Stone junto a Andrew Garfield en el estreno de The Amazing Spider-Man 2: Rise of Electro en Sídney, marzo de 2014.

Durante la producción de The Amazing Spider-Man en 2011, Stone inició una relación sentimental con su coprotagonista, Andrew Garfield. La naturaleza de su relación fue bien documentada por los medios de comunicación, con especulaciones frecuentes sobre un inminente compromiso o una ruptura. La pareja se negó a hablar de su relación públicamente, aunque hicieron varias apariciones juntos. En 2015, se informó que la pareja había terminado su relación.
En 2017 Stone comenzó una relación con el director de segmentos de Saturday Night Live, Dave McCary. Se comprometieron el 5 de diciembre de 2019 y se casaron al año siguiente. En enero de 2021, se informó que la pareja esperaba su primer hijo. El 13 de marzo de 2021 Stone dio a luz a una niña. La pareja llamó a su hija Louise Jean McCary, un tributo a la abuela de Stone, Jean Louise. Jean es también el segundo nombre de Stone.

### Salud
Según la actriz, sufre de asma, la cual descubrió después de tener dificultad para respirar mientras filmaba Easy A.

### Filantropía
Debido a que a su madre le diagnosticaron cáncer de mama triple negativo (del cual se curó en 2008), Stone se ha dedicado a concienciar sobre el cáncer. En 2011, la actriz apareció en un vídeo colaborativo entre Star Wars y Stand Up to Cancer, que tenía como objetivo recaudar fondos para la investigación del cáncer. En 2012 protagonizó una campaña de Revlon con el fin de promover la concientización del cáncer de mama. Un año más tarde, asistió a un evento de Gilda's Club, una organización que trabaja para un propósito similar. De 2012 a 2014, fue anfitriona del Entertainment Industry Foundation's Revlon Run/Walk, que ayuda a combatir el cáncer de las mujeres.
Stone, junto con otras tres celebridades, estuvo presente en los Nickelodeon HALO Awards de 2012, un especial de televisión que perfiló a cinco adolescentes que están «ayudando y liderando a otros» —en sus siglas en inglés: «Helping And Leading Others» (HALO)—. En 2014, en una ocasión en Nueva York, Stone y Garfield animaron a los paparazzis a visitar sitios web que difundían la importancia de causas como el autismo. También asistió a la Hora del Planeta de 2014, un movimiento mundial por el cuidado del planeta organizado por el Fondo Mundial para la Naturaleza. En 2015, participó en un evento de recaudación de fondos en apoyo del Motion Picture & Television Fund, que ayuda a la gente en la industria de la televisión y el cine con recursos limitados o inexistentes. En 2018, colaboró con 300 mujeres en Hollywood para poner en marcha la iniciativa Time's Up para proteger a las mujeres del acoso y la discriminación.

### En los medios
Stone se mudó de Los Ángeles a Greenwich Village, Nueva York, en 2009. En 2016, se mudó de nuevo a Los Ángeles. A pesar de la cobertura mediática frecuente, la actriz se ha negado a hablar sobre su vida privada. Preocupada por vivir una vida «normal», ha dicho que encuentra poco valor en la atención de los medios. La actriz ha expresado su afición por su profesión, y ha citado a la actriz Diane Keaton como una influencia, llamándola «una de las actrices más completas de todos los tiempos». También ha nombrado a la actriz, cantante y compositora francesa Marion Cotillard como una de sus inspiraciones. Stone tiene una relación cercana con su familia, de la cual ha dicho: «Estoy bendecida con una gran familia y grandes personas a mi alrededor que podrían patearme en las espinillas si alguna vez me perdiera por un minuto en las nubes. He tenido mucha suerte en ese sentido».

## Imagen pública

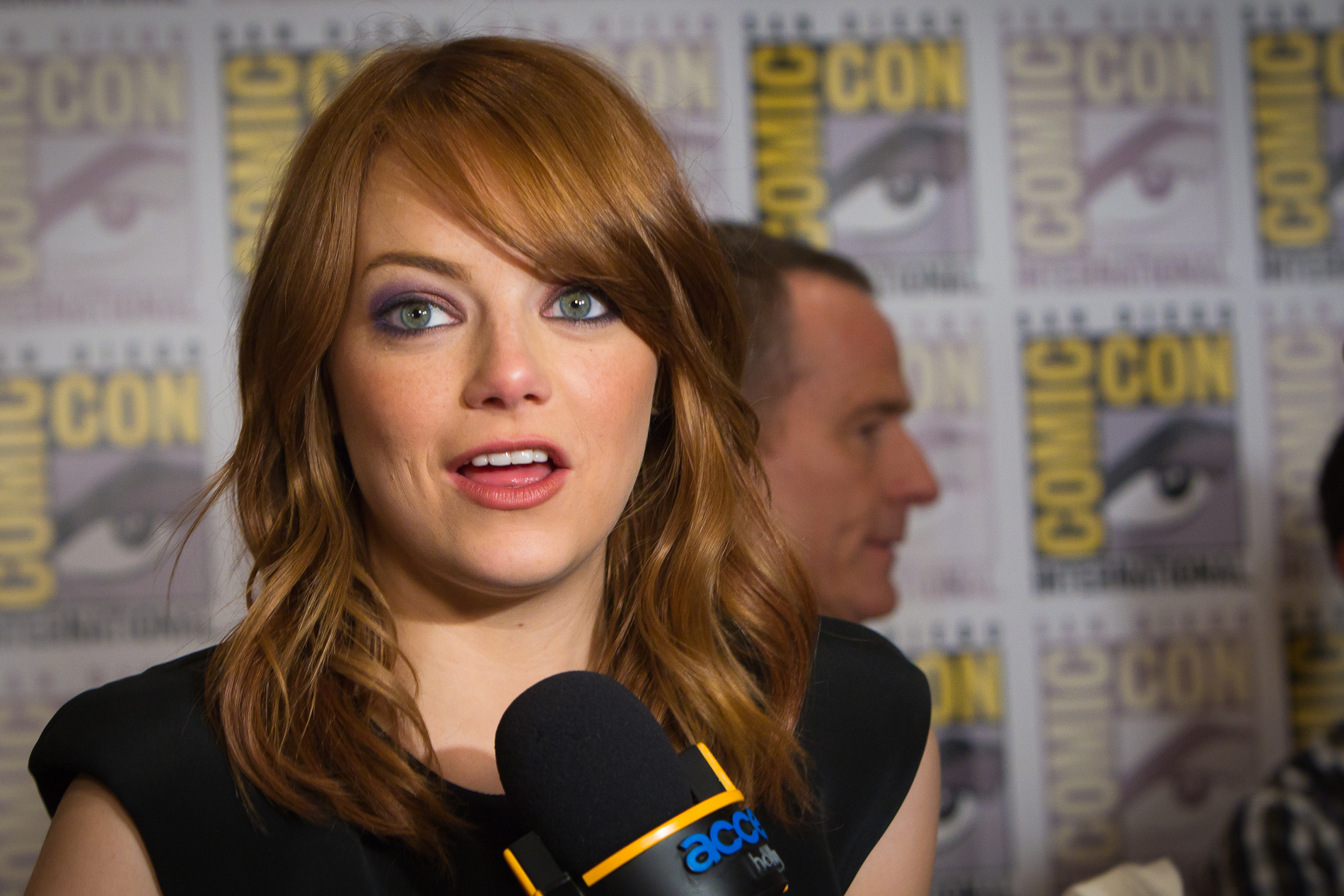
Stone en el Comic Con de San Diego de 2011. Su cabello, ojos y voz ronca han sido descritos por los medios como sus marcas registradas.

Algunas publicaciones de medios de comunicación consideran que Stone es una de las actrices más talentosas de su generación. Kirk Honeycutt de Hollywood Reporter, la llamó «una de nuestras mejores actrices jóvenes», comentando su papel en la cinta The Help. Es conocida por interpretar papeles de alto perfil en largometrajes mainstream e independientes de bajo presupuesto. Daniel D'Addario, de Time, describe este último como un «riesgo sustantivo», y añade que asumir un papel en dichas producciones le brinda la oportunidad de «probar algo nuevo y obtener credibilidad». Analizando su personaje en pantalla, Jessica Kiang, de Indiewire, señala que Stone «normalmente [juega] al tipo de niña al lado de la puerta (vecina de al lado), [y] en persona, también demuestra muchas de esas cualidades, junto con una absoluta negativa a tomarse demasiado en serio».
Conforme avanza su carrera en Hollywood, la popularidad de la actriz ha ido en aumento. En 2008, encabezó el listado de las «20 estrellas en ascenso menores de 30» de la revista Saturday Night. Asimismo en 2010, el sitio web LoveFilm la incluyó en su lista de «actrices de menos de 30 años», mientras que su actuación en Easy A fue incluida en el «Top 10 Everything of 2010» de la revista Time. En el 2013 debutó en la lista Celebrity 100 una compilación de las 100 personas más poderosas del mundo, seleccionadas anualmente por Forbes. La revista informó de que había ganado 16 millones de dólares entre junio de 2012 y junio de 2013. Ese mismo año se situó primera en la lista Top 10 Best Value Stars de la misma revista. En 2015, Forbes publicó que se había convertido en una de las actrices mejor pagadas con ganancias de 6,5 millones de dólares. La revista la clasificaría como la actriz mejor pagada del mundo dos años después, con ganancias anuales de $26 millones. En 2017, fue incluida en la lista anual de Time de las 100 personas más influyentes del mundo.
Stone es considerada como un ícono de moda; los medios citan su cabello, ojos y fornida voz como sus marcas registradas. Vogue atribuye a la actriz su «aspecto sofisticado y perfecto», escribiendo que «su carisma, tanto en pantalla como fuera de ella, ha encantado a muchos». En 2009 apareció en las listas de AskMen, Top 99 Women, 100 Sexiest Women in the World de FHM y el Hot 100 de la revista Maxim; esta última también la colocó en la lista en otras tres ocasiones (2010, 2011 y 2014). En 2011, apareció en la lista What is Sexy?, de Victoria's Secret, como la actriz más sexy. Stone fue nombrada «la mujer mejor vestida» de 2012 por la revista Vogue, mientras que de manera similar apareció en la lista de mejor vestidas de las revistas Glamour en 2013 y 2015, y People en 2014.

## Filmografía
Según el sitio del agregador de reseñas Rotten Tomatoes y el sitio de taquilla Box Office Mojo, las películas más aclamadas por la crítica y de mayor éxito comercial de Stone son Superbad (2007), Zombieland (2009), Easy A (2010), Crazy, Stupid, Love (2011), The Help (2011), The Amazing Spider-Man (2012), The Amazing Spider-Man 2 (2014), Birdman (2014), La La Land (2016), Battle of the Sexes (2017), The Favourite (2018), Cruella (2021) y Pobres criaturas (2023).

## Premios y nominaciones
Stone ha sido nominada en cuatro ocasiones a los Premios Óscar, dos como Mejor actriz de reparto por La Favorita y Birdman, y otros dos como Mejor actriz por La La Land y Pobres Criaturas, también ha logrado cuatro nominaciones a los Premios BAFTA, uno como estrella emergente, dos como Mejor actriz de reparto por Birdman y La Favorita, y dos como Mejor actriz por La La Land y Pobres Criaturas, ganando estas dos últimas nominaciones. Además, gracias a su interpretación en las cintas La La Land y Pobres Criaturas, se hizo con dos Globo de Oro a mejor actriz en comedia o musical, dos Premio SAG a la mejor actriz y dos Premios Óscar como mejor actriz,  convirtiéndose a su vez en la decimoquinta actriz en ganar más de un Oscar.